# Cache la Poudre
La Cache la Poudre est une rivière des États-Unis de 203 km de long qui coule dans l’État du Colorado. Elle est un affluent de la South Platte et donc un sous-affluent du Mississippi. Le nom français fait référence à un incident dans les années 1820 lorsque des trappeurs canadiens-français, bloqués par une tempête de neige, ont été contraints d'enterrer une partie de leur poudre le long des berges de cette rivière.